# NGC 898
NGC 898 est une vaste galaxie spirale vue par la tranche et située dans la constellation d'Andromède. Sa vitesse par rapport au fond diffus cosmologique est de 5 179 ± 20 km/s, ce qui correspond à une distance de Hubble de 76,4 ± 5,4 Mpc (∼249 millions d'al). NGC 898 a été découverte par l'astronome germano-britannique William Herschel en 1786.

## Caractéristiques
Sa vitesse par rapport au fond diffus cosmologique est de 5 179 ± 20 km/s, ce qui correspond à une distance de Hubble de 76,4 ± 5,4 Mpc (∼249 millions d'al).
À ce jour, une mesure non basée sur le décalage vers le rouge (redshift) donne une distance d'environ 83,900 Mpc (∼274 millions d'al). Cette valeur est tout juste à l'extérieur des valeurs de la distance de Hubble.
La classe de luminosité de NGC 898 est I-II et elle présente une large raie HI.